# Иван Кружљак
Иван Кружљак (слч. Ivan Kružliak) словачки је фудбалски судија. Углавном суди утакмице у словачкој лиги и такмичењима УЕФА - Лига шампиона, Лига Европе и Лига конференција, као и квалификације за Светско првенство у Европи.

## Судијска каријера
Од 2010. године суди на утакмицама словачке Премијер лиге. На међународној сцени дебитовао је у сезони УЕФА Лиге Европе 2012/2013. На репрезентативном нивоу – 15. август 2012 (Мађарска – Израел – 1:1), а 6. септембра 2013. судио је меч на стадиону Вембли, у којем је Енглеска угостила Молдавију – 4:0.
Такође суди на утакмицама Европског првенства међу тимовима различитих узраста (У17, У19, У21), укључујући финалне утакмице.
У априлу 2024. изабран је за једног од главних судија међу 19 судијских тимова који ће судити на утакмицама Европског првенства у фудбалу које ће се одржати у јуну-јулу 2024. на фудбалским теренима Немачке.

### Европско првенство у фудбалу 2024.
| Фаза        | Датум         | Град   | Стадион             | Екипа 1   | Резултат  | Екипа 2    | Жути картон | Red card | Пенали |
| ----------- | ------------- | ------ | ------------------- | --------- | --------- | ---------- | ----------- | -------- | ------ |
| Групна фаза | 19. јун 2024. | Келн   | Рајненергија        | Шкотска   | 1:1 (1:1) | Швајцарска | 3 - 2       | 0 - 0    | 0 - 0  |
| Групна фаза | 25. јун 2024. | Берлин | Олимпијски стадион, | Холандија | 2:3 (0:1) | Аустрија   | 0 - 3       | 0 - 0    | 0 - 0  |